# Cervecería Aubel
Cervecería Aubel  fue una cervecería chilena fundada en 1892, ubicada en la ciudad de  Osorno. Fue una de las empresas pioneras en Chile y en la zona sur del país, junto con la Cervecería Anwandter de Valdivia fundada en 1851, en la producción de cerveza, así como de bebidas, aguas, hielo y café.

## Historia

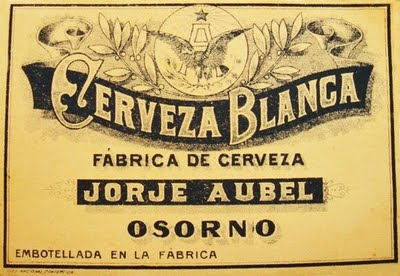
Etiqueta correspondiente a sus primeros años de funcionamiento.

Nacida en Osorno de la mano del empresario Jorge Aubel Bückle, inició actividades ubicándose en la Calle Mackenna entre Prat y Freire con una producción modesta, siendo la cerveza una bebida muy poco o nada conocida en el país que consumía mayoritariamente vino, chicha y destilados; con el tiempo y gracias a distintas innovaciones se vio incrementada la producción de cerveza, abriéndose paso igualmente  a una diversificación de sus ofertas, en rubros como aguas y gaseosas y café. Esta primera fábrica sufrió un voraz incendio en la medianoche del 31 de diciembre de 1912, las crónicas de la época relatan como los cuerpos de bomberos locales confundieron las sirenas tocadas por el incidente con aquellas tocadas con motivo de las celebraciones del Año Nuevo, lo que no permitió un actuar a tiempo; debido a esto las instalaciones quedaron completamente destruidas y la producción detenida.

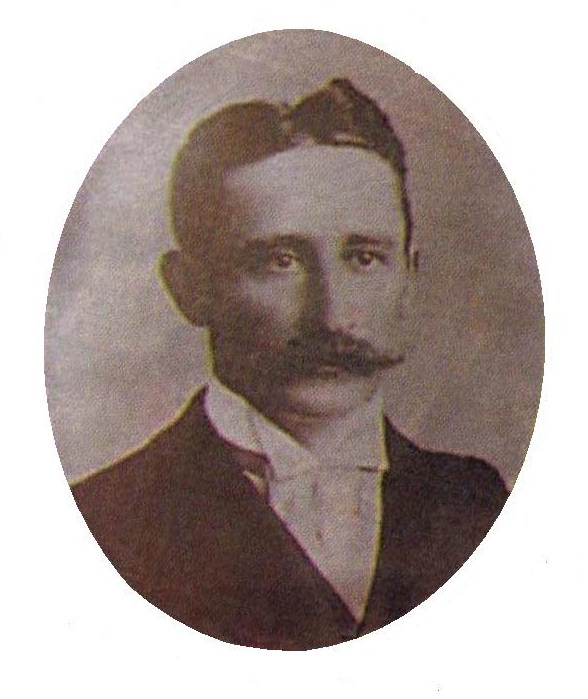
Jorge Aubel Bückle.

Los planes de reconstrucción empezaron de inmediato, viajando su propietario a Alemania, en donde hizo confeccionar una nueva fábrica, de modernos diseños, y con la última tecnología existente en Europa. La construcción de esta nueva planta empezó de inmediato esta vez en una nueva ubicación , calle Los Carrera n.º 4, entre Prat y Angulo terreno más amplio y adecuado para sus actividades, que se prolongaba hasta el río Damas , Fue adquirido a Don Germán Hube, abuelo de la señora del propietario, quien de igual manera donó el terreno para que se estableciera el Hospital de Osorno (actual Juzgado de Garantía) y el Cementerio Alemán.

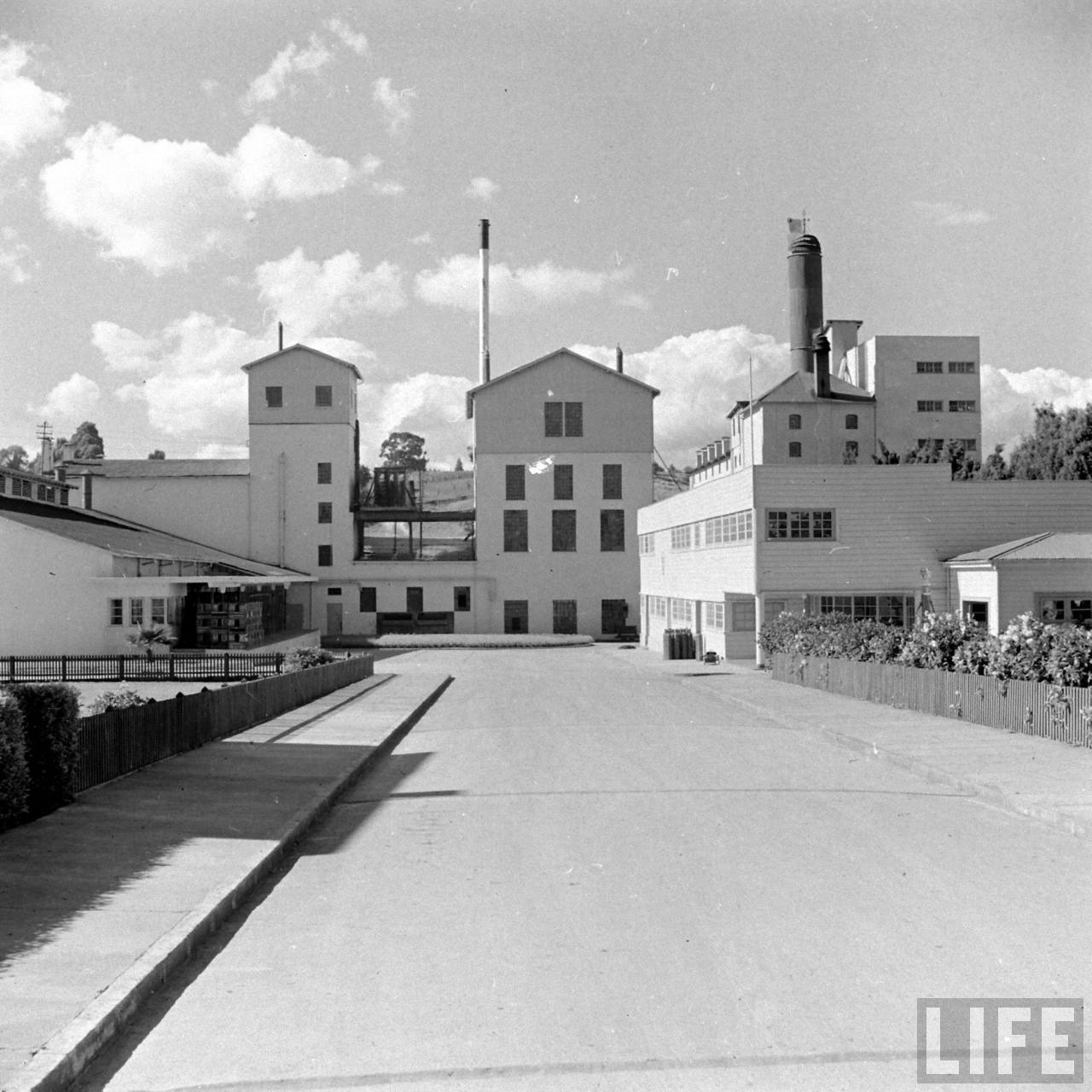
Foto tomada por revista Life en reportaje de la ciudad de Osorno.

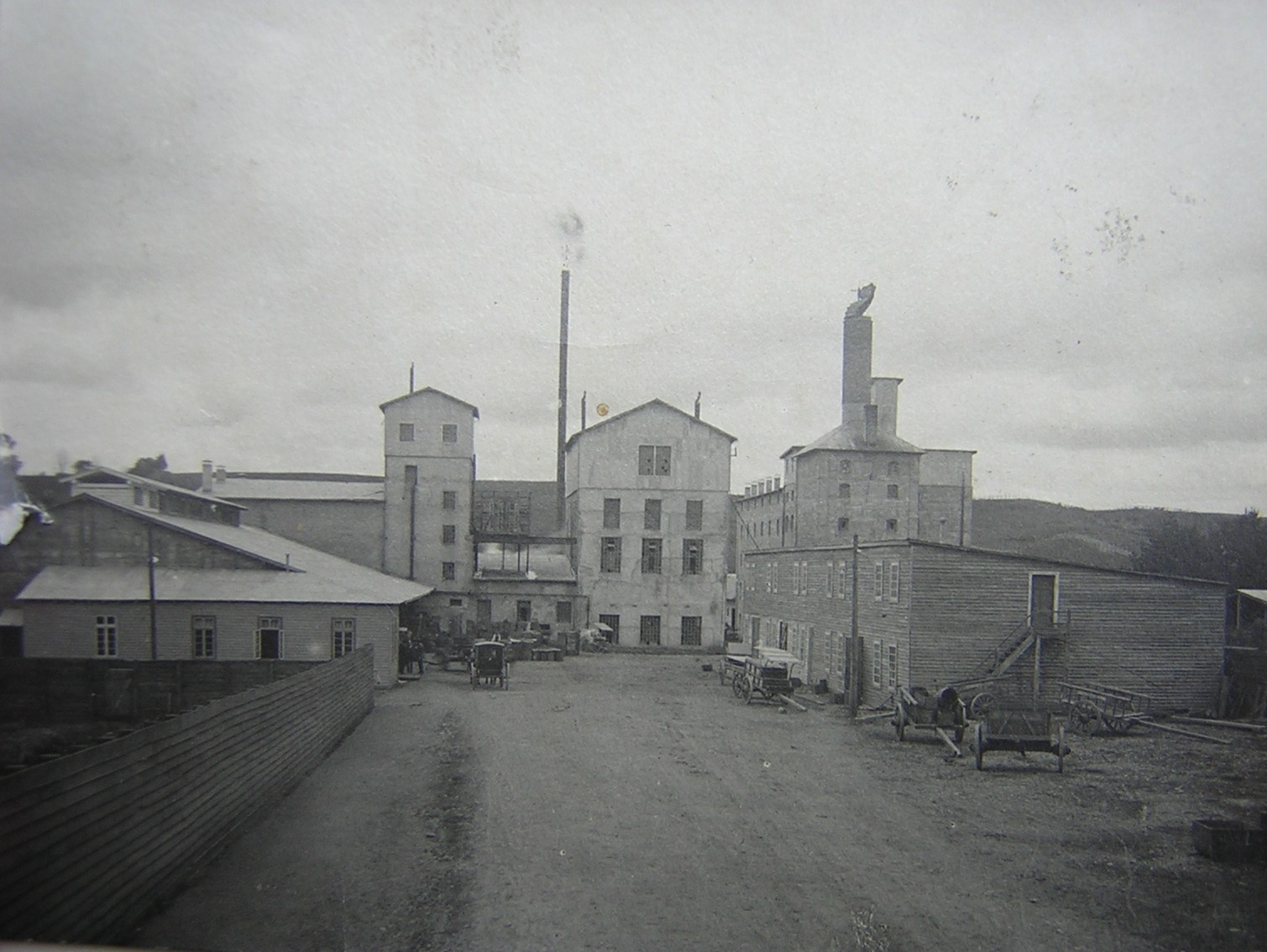
Foto de primeros años de funcionamiento.

Terminaron los Trabajos en 1913, y finalmente en enero de 1914 Osorno vio como una moderna industria iniciaba actividades, con un imponente edificio de hormigón dividido en tres cuerpos y con más de 30 metros de altura, contando con maquinaria Alemana importada de última generación , como una potente planta Generadora de corriente eléctrica ; calderas a vapor; filtrado, macerado, cocción y embotellamiento de cerveza; Producción de Hielo ; embotellado de Agua, Bebidas y Aguas Gaseosas; tostado, molido y empaquetado de malta y café. Esta nueva fase en la historia de esta industria Chilena, la impulsó a un plano mucho mayor, con una producción promedio diaria de 30.000 litros y dando empleo a más de 100 osorninos, sus productos comenzaron a distribuirse a lo largo del País abriendo numerosas sucursales desde Arica a Punta Arenas, destinando especialmente gran parte de su producción al abastecimientos del norte salitrero en la época dorada de la explotación de este mineral. Exportó de igual manera al resto de Sudamérica , como a Argentina, Perú, Bolivia y Brasil. Así Cervezas, Aguas, Gaseosas y productos Aubel de Osorno, podían encontrarse en las más variadas partes del Continente. Acompañó este auge campañas y materiales con fines publicitarios como Jarros, Garzas y Columnas de Cerveza, que aún se pueden encontrar en algunas casas, tiendas y anticuarios del País.

## Productos
- Cerveza: Produjo distintos tipos de Cerveza: Cerveza Blanca/Negra,Lager, Bock, Extracto de Malta Blanca/Negra, cerveza Especial y De Temporada, siendo su producto estrella la marca "Pilsener Bier"

Bajo algunas de sus etiquetas una leyenda Proclamaba: En la fabricación de esta cerveza se emplea exclusivamente cebada y oblon del mejor orijen. Esta cerveza es dijestiva , fortificante, y el mejor tónico recomendado por los médicos, especialmente para mujeres jóvenes ante la lactancia y personas débiles o de edad

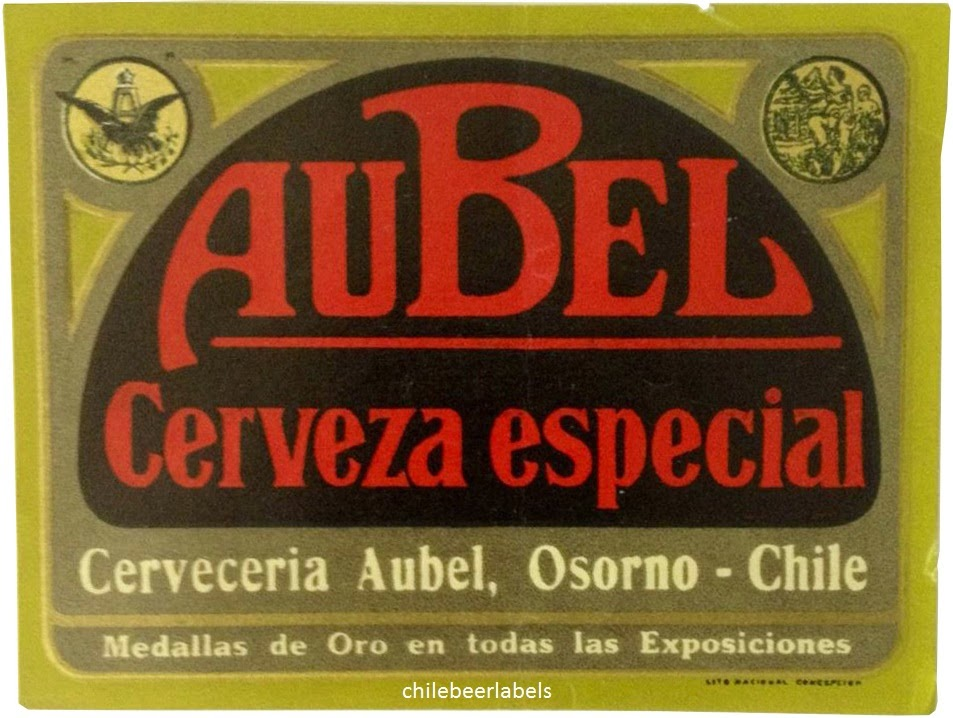
Etiqueta de 1927
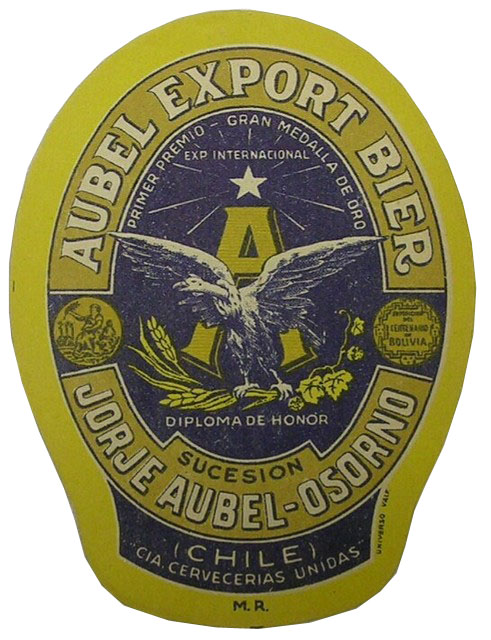
Etiqueta usada para exportaciones fuera de Chile
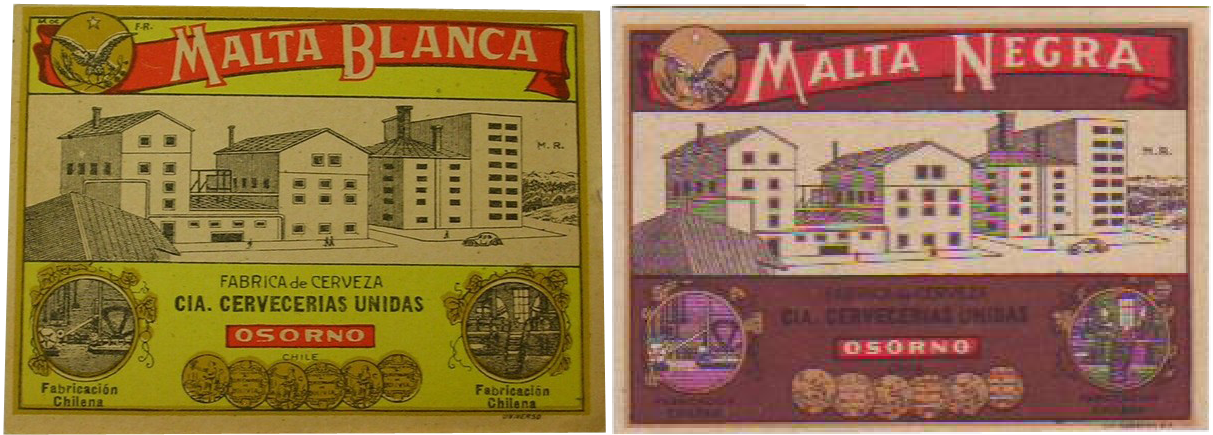
Etiquetas de malta negra y blanca
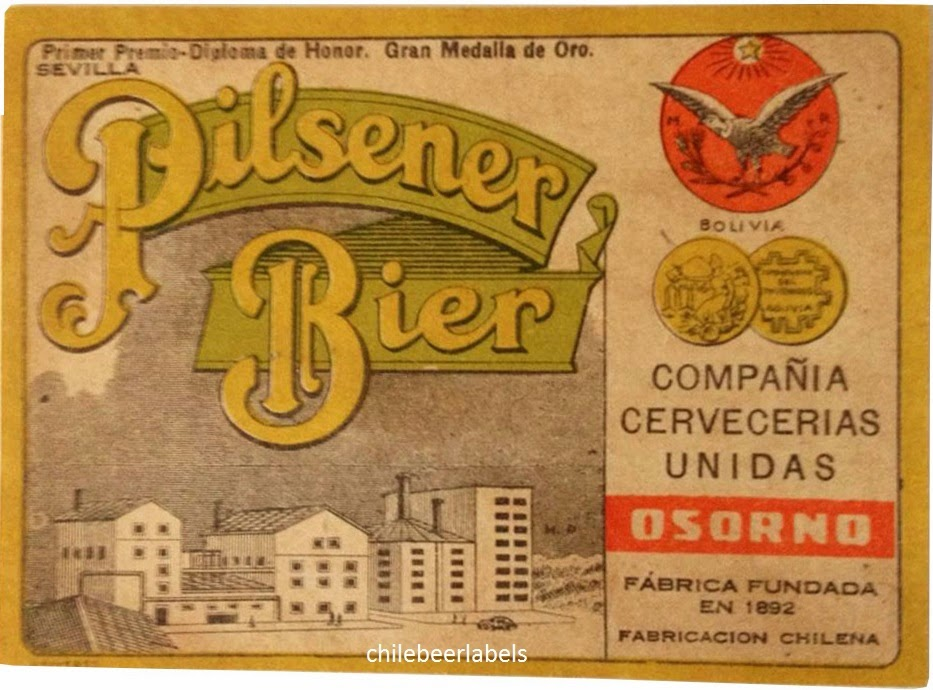
Pilsener Bier

- Bebidas y Gaseosas, el inicio de Bilz y Papaya : Produjo aguas minerales de marca propia, agua embotellada, Limetta, Limonada, Champañito, agua de Seltz,y diferentes bebidas de sabores, siendo la primera en producir bajo la denominación "Bilz y Papaya" hoy en día Bilz y Pap , marca que entró en 2010 al "Marketing Hall of Fame" . Además contaba con la representación de las aguas minerales "Quinamávida"

- Hielo, malta y café : Con sus nuevas instalaciones la empresa se adentró en la producción de hielo, producto muy escaso a principios de siglo . Además de procesar Granos de Café, y café de malta.

## Distinciones
La fábrica participó en numerosas exposiciones nacionales e internacionales, siendo destacada la calidad y sabor de sus productos en numerosas oportunidades, recibiendo especialmente:
- Medalla de Oro, Diploma de Honor y Primer Lugar en su categoría en la Exposición Iberoamericana de Sevilla, España desarrollada entre 1929 y 1930
- 3 Medallas de Oro en la Exposición Internacional del Centenario de Bolivia

## Adquirida por CCU
Luego del fallecimiento de su fundador, la cervecería pasó a manos de su sucesión, continuando su producción y expandiéndose de mano de la familia hasta 1934, año en que esta decidió vender la empresa a la Compañía de Cervecerías Unidas. La fábrica continuo normalmente sus actividades en las mismas instalaciones solo con algunas modificaciones y suspendiendo la producción de hielo y café ; alcanzando en la década de los 80´ su máxima capacidad productiva , estimándose hacia 1987 una venta anual de 15 millones de litros de cerveza y 8 millones de litros de gaseosas, abasteciendo el mercado de CCU en la zona sur de Chile, desde Quepe (Región de La Araucanía) hasta Punta Arenas.
Finalmente en 1993 fueron desmanteladas las instalaciones y sus maquinarias trasladadas a Temuco, continuando su funcionamiento en la nueva planta de la CCU para la zona sur en dicha ciudad inaugurada en 1999. Actualmente donde se encontraba al edificio en calle Carrera se encuentra únicamente un centro de distribución de productos CCU.
Es así como luego de 80 años produciendo, las instalaciones ideadas por Jorge Aubel B. cesaron su producción en Osorno cerrando 101 años de industria cervecera local.

## Galería

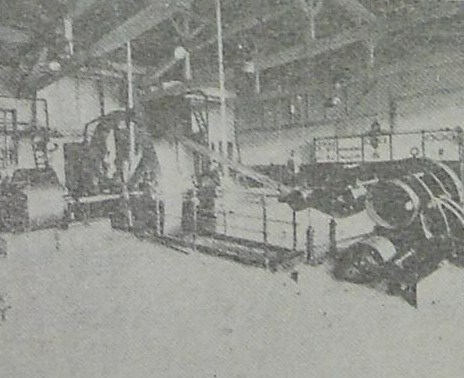
Sala de Generación eléctrica.
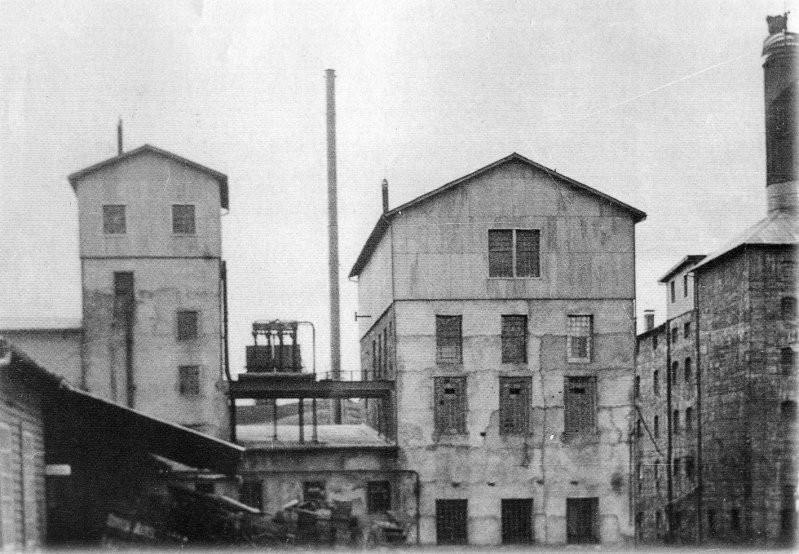
Vista de su edificio principal
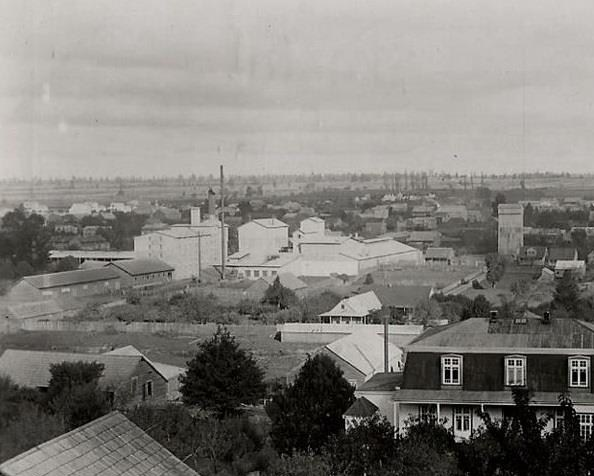
Vista desde Sector de Pilauco
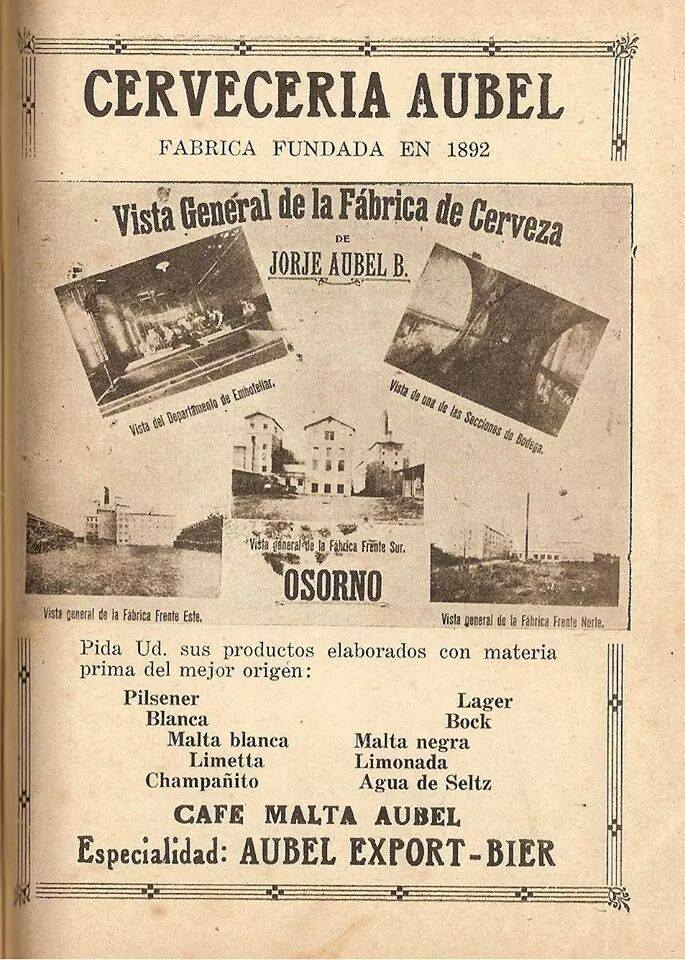
Publicidad de la firma
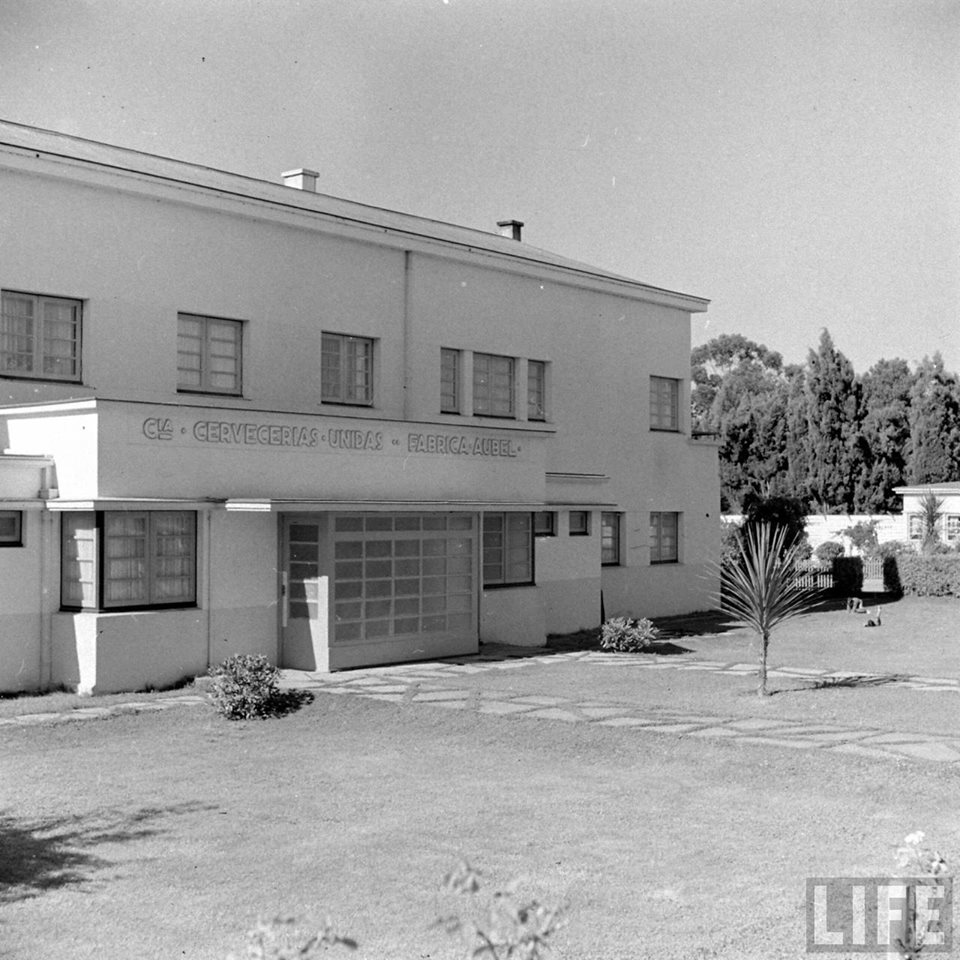
Oficinas, posterior adquisición por la CCU
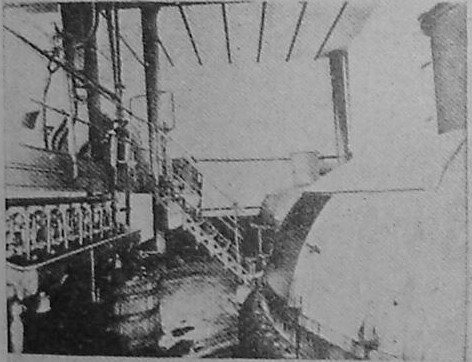
Calderas de maceración y cocción
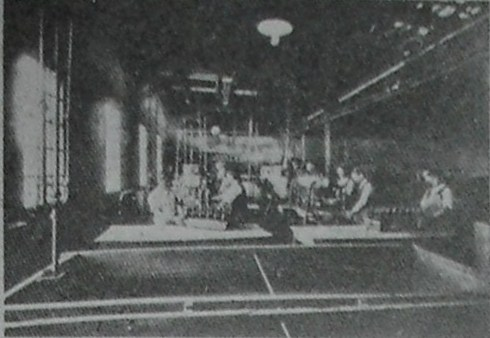
Área de embalado
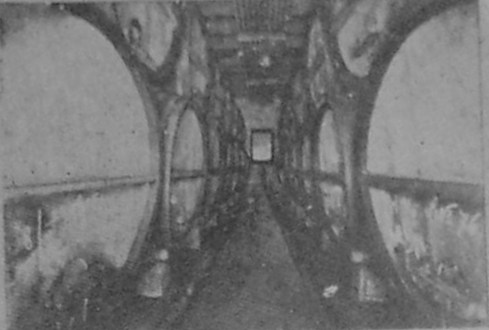
Barricas de envejecimiento y almacenado